# 卡爾·海因里希·格勞恩
卡尔·海因里希·格劳恩（德語：Carl Heinrich Graun；1704年5月7日—1759年8月8日），德国作曲家。先在德累斯顿的歌剧院合唱团工作，后移居不伦瑞克，写出最初的几部歌剧。1740年受腓特烈大帝邀请任宫廷乐长直到去世。他是与哈塞齐名的重要德国歌剧作曲家，所作均为意大利歌剧。作品在当时颇受欢迎，但今天已很少演出。
格劳恩之兄约翰·戈特利布·格劳恩也是作曲家。

## 外部連結
- 卡爾·海因里希·格勞恩的免费乐谱，由国际乐谱典藏计划提供
- 公有領域聲樂檔案館上卡爾·海因里希·格勞恩的作品
- .  (第11版). London. 1911.